# Меоти

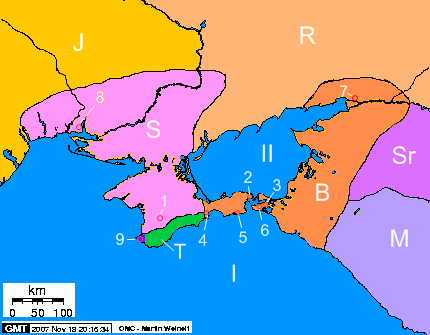
Північне Причорномор'я у II ст. до н. е.
Скіфи в Криму
Боспорське царство
Язиги
Роксолани
Сіраки
Меоти
Таври

Мео́ти — давні племена (синди, дандарії, досхи, фатеї, тореати, псеси, агри, арехи, тарпети, обідіакени, сітакени). Які за даними античних письмових джерел жили в Приазов'ї та Прикубані з 7 століття до н. е. до 3 століття н. е.; на східному березі Меотіди (сучасного Азовського моря), згадувані у V ст. до н. е. Геродотом, меоти займалися переважно хліборобством.

## Історія
В перших століття н. е. частина меотів проживала також у дельті Дону. В 4-3 ст. до н. е. деякі меотські племена увійшли до складу Боспорської держави. Єдиної думки щодо їх походження та етнічної приналежності немає. На думку одних дослідників меоти були іраномовним населенням, інших — ці племена є предками адигейського народу.
Культура, господарство і побут меотів відомі з розкопок їх городищ (близько 30), поселень, а також могильників.
Основою господарства меотів було землеробство. Вирощували пшеницю, ячмінь, жито, просо, льон та ін.. Значну роль відігравало також скотарство (коні, велика рогата худоба, свині, вівці та ін.). Розвивались різні ремесла (гончарне, залізобудівне, будівельне), торгівля з Боспорською державою (вивіз хліба, продуктів скотарства, а також рабів) і степовими племенами.
Воїни-меоти використовувались як найманці у боспорському війську. Меоти запозичили від сарматів деякі предмети озброєння.
В суспільному розвитку меоти у перших століттях нашої ери знаходились на етапі переходу від первісності до цивілізації та державності. У меотів існували великі поселення, формувалися позародові органи територіального управління, згодом виділились вожді та професіональні воїни-дружинники. Ці процеси прискорились з входом частини меотів до складу Боспорської держави.
В духовному житті меотів велику роль відігравали традиції первісної релігії, зокрема, звичай хоронити чоловіків-покійників разом з конем.